# 1924 na política

## Eventos
- 5 de julho - Eclode a Revolta Paulista, a segunda revolta do Tenentismo.
- 28 de outubro - Luiz Carlos Prestes lidera os levantes tenentistas no Rio Grande do Sul, que dariam origem à Coluna Prestes.
- Adolf Hitler é condenado a prisão por alta traição, por causa do golpe liderado por ele em novembro de 1923 em Munique.
- Adolf Hitler é libertado da prisão de Landsberg, considerado relativamente inofensivo.

## Nascimentos
| Data           | Nome                    | Profissão | Nacionalidade                  | Observações               | Ref   |
| -------------- | ----------------------- | --- | ------------------------------ | ------------------------- | ----- |
| 6 de janeiro   | Kim Dae-jung            | presidente da Coreia do Sul de 1998 a 2003                                                                        | Coreia do Sul                  | m. 2009 Nobel da Paz 2000 | [ 1 ] |
| 9 de abril     | Joseph Nérette          | presidente do Haiti de 1991 a 1992                                                                                | Haiti                          | m. 2007                   |       |
| 27 de maio     | Francisco Macías Nguema | presidente da Guiné Equatorial de 1968 a 1979                                                                     | Espanha (Guiné Equatorial)     | m. 1979                   |       |
| 12 de junho    | George H. W. Bush       | 41º Presidente dos Estados Unidos                                                                                 | Estados Unidos                 |                           |       |
| 15 de junho    | Ezer Weizman            | presidente de Israel de 1983 a 1993                                                                               | Mandato Britânico da Palestina | m. 2005                   |       |
| 13 de julho    | Franz Steiner           | político | Suíça                          | m. 2010                   |       |
| 27 de junho    | Epitácio Cafeteira      | político | Brasil                         |                           |       |
| 24 de agosto   | Ahmadou Ahidjo          | presidente dos Camarões de 1960 a 1982                                                                            | Camarões                       | m. 1989                   |       |
| 12 de setembro | Amílcar Cabral          | um dos fundadores do PAIGC                                                                                        | Portugal (Guiné-Bissau)        | m. 1973                   |       |
| 1 de outubro   | Jimmy Carter            | 39º Presidente dos Estados Unidos                                                                                 | Estados Unidos                 |                           |       |
| 13 de outubro  | Roberto Eduardo Viola   | presidente da Argentina em 1981                                                                                   | Argentina                      | m. 1994                   |       |
| 7 de dezembro  | Mário Soares            | primeiro-ministro de Portugal de 1976 a 1978 e de 1983 a 1985 e presidente da República Portuguesa de 1986 a 1996 | Portugal                       |                           |       |

## Mortes
| Data           | Nome                  | Profissão                                             | Nacionalidade   | Observações | Ref |
| -------------- | --------------------- | ----------------------------------------------------- | --------------- | ----------- | --- |
| 21 de janeiro  | Vladimir Lenin        | revolucionário e Chefe de Estado Russo de 1917 a 1924 | União Soviética | n. 1870     |     |
| 3 de fevereiro | Thomas Woodrow Wilson | 28° Presidente dos EUA                                | Estados Unidos  | n.1856      |     |
| 31 de março    | Nilo Peçanha          | presidente brasileiro                                 | Brasil          | n. 1867     |     |